# Говард Клеметсен
Говар Клеметсен (норв. Håvard Klemetsen, нар. 5 січня 1979) — норвезький лижний двоборець, олімпійський чемпіон. 
Золоту олімпійську медаль і звання олімпійського чемпіона Клеметсен виборов у сладі збірної Норвегії в естафеті (великий трамплін + 4х5 км) на Олімпіаді 2014 у Сочі.

## Зовнішні посилання
- Досьє на сайті FIS [Архівовано 24 лютого 2014 у Wayback Machine.]